# Музыка Великобритании
Музыка Великобритании развивалась в течение всей истории Британии и включает в себя большое количество жанров, начиная от традиционной этнической и заканчивая современной электронной музыкой.

## Происхождение

### Ранняя музыка
Музыка на Британских островах, с самых ранних записанных времен до барокко и появления узнаваемой современной классической музыки, была разнообразной и богатой культурой, включая священную и светскую музыку и от популярной до элиты. Каждая из крупнейших стран Англия, Ирландия, Шотландия и Уэльс сохранила уникальные формы музыки и инструментов, но британская музыка сильно повлияла на развитие континента, а британские композиторы внесли важный вклад во многие из основных движений в ранней музыке в Европе, включая полифонию Арс-Новы и заложили некоторые основы более поздней национальной и международной классической музыки. Музыканты из Британских островов также разработали некоторые отличительные формы музыки, в том числе, в средневековую эпоху, кельтские песнопения, Contenance Angloise, рота, полифонические обетные антифоны и коляду.
Церковная музыка и религиозная музыка были глубоко затронуты протестантской реформацией, которая затронула Великобританию с XVI века, которая ограничила события, связанные с британской музыкой, и вынудила развить самобытную национальную музыку, поклонение и веру. Английские мадригалы, лютневые ары (en:Air (music)) и маски в эпоху Возрождения привели, в частности, к английской опере, разработанной в раннем барочном периоде более позднего VII века. 
Напротив, придворная музыка королевств Англии, Шотландии и Ирландии, хотя и имела уникальные элементы, оставалась гораздо более интегрированной в более широкую европейскую культуру.

### Музыка барокко
В эпоху барокко в музыке, между ранней музыкой периодов Средневековья и Ренессанса и развитием полноценной и формализованной оркестровой классической музыки во второй половине XVIII века, была характерна более сложная музыкальная орнаментация, изменения в музыкальной нотации, новыми техниками инструментальной игры и появление новых жанров, таких как опера. 
Хотя термин «барокко» обычно используется для европейской музыки примерно с 1600 года, его полное влияние не ощущались в Британии до 1660 года,  что было задержано местными тенденциями и развитием музыки, религиозными и культурными различиями во многих европейских странах и нарушением придворной музыки, вызванной Войной трёх королевств и Междуцарствием (en:Interregnum (England)). 
При восстановленной монархии Стюарта двор снова стал центром музыкального покровительства, но королевский интерес к музыке, как правило, был менее значительным в течение XVII века, чтобы снова возродиться при Ганноверском династии.
Эпоху барокко в британской музыке можно рассматривать как одно из взаимодействий национальных и международных тенденций, иногда поглощающих  континентальную моду и обычаи, а иногда пытающихся, как при создании балладной оперы, создать местные традиции.

## Классическая музыка
Британская камерная и оркестровая музыка черпала вдохновение в континентальной Европе, и она превратилась в современную классическую музыку.
Возможно, самым значительным британским композитором эпохи был Джордж Фридрих Гендель (1685—1759, был натурализованным немцем), который помог объединить британскую и континентальную музыку и определить будущее классической музыки Соединенного Королевства, которое будет официально сформировано в 1801 году. Некоторые его произведения, включая «Мессию», написаны на английском языке
Среди классических композиторов Великобритании и её предшественников есть такие персоны как Уильям Бёрд, Генри Пёрселл, Эдуард Элгар, Густав Холст, Артур Салливан (наиболее известный по своей работе с либреттистом Уильямом Гильбертом), Ральф Воан-Уильямс и Бенджамин Бриттен, пионер современной британской оперы. 
Питер Максвелл Дэвис является одним из самых выдающихся живых композиторов и является нынешним Мастером королевской музыки.
Великобритания также родина признанного во всем мире Симфонического оркестра Би-би-си. 
Среди известных британских дирижёров есть такие имена как Саймон Рэттл, Джон Барбиролли и Малколм Сарджент.

## Народная музыка
Каждая из четырёх стран Соединённого Королевства имеет свою самобытную форму народной музыки. Каждая из них процветала вплоть до эпохи индустриализации, когда появились новые формы популярной музыки, такие как мюзик-холл и британский духовой оркестр. Но в начале второй половины XX века возник и распространился фолк-ривайвл, основанный на народных британских песнях и имеющий ярко выраженную гражданскую направленность.

### Английская народная музыка
Английская народная музыка существует с прибытием англов на британские острова в 400-х годах н. э. и включает в себя как традиционную английскую музыку, так и различные жанры на её основе (например, кэрол), и часто перекликается с духовной (англиканской церковной и паралитургической), а позднее — с неакадемической (лёгкой) музыкой. Важной частью английской народной музыки являются морские песни шанти, джига, хорнпайп и танцевальная музыка, которая используется для танцев Моррис.

### Североирландская народная музыка
Традиционная ирландская танцевальная музыка очень разнообразна: от колыбельных до застольных песен, от медленных инструментальных мелодий до быстрых зажигательных танцев, и в них огромную роль занимает использование вариаций и нюансов ритма и мелодии. Эта музыка включает в себя рилы (музыкальный размер 4/4), джиги (наиболее распространён размер 6/8) и хорнпайпы.
В XX веке началось возрождение ирландской традиции; стали популярны аккордеон и концертина, стали проводиться соревнования по ирландскому степу и кейли, широко поддерживаемые образовательной системой и патриотическими организациями. Стал популярен шан-нос — стиль исполнения песен и танцев на старый манер.
Благодаря широкой эмиграции ирландцев в США, ирландская музыка стала широко известна в Америке, и оттуда — по всему миру; побывавшие на гастролях музыканты, в свою очередь, вносили проамериканские изменения в свой стиль исполнения.
Среди используемых в ирландской народной музыке инструментов — бойран, ирландский бузуки, ирландская скрипка (имеется в виду манера исполнения на скрипке), флейты (в том числе ирландская флейта) и вистлы, ирландская волынка, гитара, кельтская арфа, аккордеон и концертина, банджо, губная гармоника.

### Шотландская народная музыка
Шотландская народная музыка включает в себя много видов песен, включая баллады и плачи, сопровождающиеся волынкой, скрипкой и арфой.

### Уэльская народная музыка
Уэльская народная музыка имеет историю, связанную с кельтской музыкой таких стран, как Ирландия и Шотландия, но у него есть отличительные инструменты и типы песен. Пение является важной частью валлийской национальной самобытности, и страну традиционно называют «страной песни». 
В течение многих лет уэльская народная музыка была подавлена из-за действия Закона о союзе, который продвигал английский язык, и подъёма методистской церкви в XVIII и XIX веках. Церковь не одобряла традиционную музыку и танцы, хотя народные мелодии иногда использовались в гимнах. 

## Популярная музыка
Заметными кинокомпозиторами являются Джон Барри, Клинт Мэнселл, Майк Олдфилд, Джон Пауэлл, Крэйг Армстронг, Девид Арнолд, Джон Мёрфи и Гарри Грегсон-Уильямс. 
Эндрю Ллойд Уэббер достиг значительного мирового успеха и является автором музыки для мюзиклов, а его работы на протяжении многих лет доминировали в Лондонском Вест-Энде и часто использовались на Бродвее в Нью-Йорке.

### Ранняя поп-музыка
Раннюю британскую популярную музыку, в смысле коммерческой музыки для развлечения людей, можно заметить в XVI—XVII веках, с появлением всевозможных баллад. В результате печатной революции ноты продавались дёшево и в больших количествах.
Дальнейшие технологические, экономические и социальные перемены привели к появлению в XIX веке новых форм музыки, в том числе духовых оркестров, создавших популярные и доступные формы классической музыки. Точно так же, музик-холлы (1850-е — 1960-е) появились, чтобы удовлетворить тягу к развлечениям новых городских слоёв, адаптируя существующие формы музыки для создания популярных песен.
В 1930-е годы влияние американского джаза привело к созданию британских коллективов танцевальной музыки, которые обеспечили развитие общедоступной и популярной музыки, которая стала доминировать на общественных мероприятиях и в радиоэфире.

### Современная поп-музыка
Согласно исследованию книги рекордов Гиннесса 8 из 10 групп и певцов с наибольшим количеством побед в Британском чарте — родом из Великобритании: Status Quo, Queen, The Rolling Stones, UB40, Depeche Mode, Bee Gees, Pet Shop Boys и Manic Street Preachers.
Чарты:
- UK Albums Chart
- UK Singles Chart
- Top of the Pops
- The Old Grey Whistle Test

#### Британский рок

The Beatles

1960-е
- Британский блюз
- Британское вторжение
- Блюз-рок

исполнители: The Beatles, The Rolling Stones, Led Zeppelin, Pink Floyd, The Who, Deep Purple, The Kinks, Moody Blues, The Small Faces, The Pretty Things, Cream, The Yardbirds, Free, Animals, Fairport Convention, Soft Machine, Fleetwood Mac, Jethro Tull, King Crimson, Procol Harum.
1970-е
- Паб-рок
- Хард-рок
- Хэви-метал
- Панк-рок
- Пост-панк

исполнители: Black Sabbath, Queen,Throbbing Gristle,The Police, Sex Pistols, Dire Straits, Yes, Genesis, Emerson, Lake & Palmer, Hawkwind, Nazareth, The Clash, Electric Light Orchestra, Camel, Joy Division, T. Rex, Slade, Caravan, Sweet, Smokie, Roxy Music, Ultravox, Mahavishnu Orchestra, Uriah Heep, Wings, Judas Priest, Rainbow, Whitesnake, Motorhead, Дэвид Боуи, Род Стюарт, Элтон Джон, Питер Гэбриэл, Ник Дрейк, Майк Олдфилд, Элвис Костелло.
1980-е
- Новая волна британского хеви-метала

исполнители: Duran Duran, Depeche Mode, Iron Maiden, The Sisters of Mercy, Def Leppard, The Cure, Saxon, The Jam, The Smiths, The Stone Roses, Napalm Death, Bauhaus, Spandau Ballet, Primal Scream, The Jesus and Mary Chain, My Bloody Valentine, The Cult.
1990-е
- Шугейзинг
- Брит-поп

исполнители: Blur, Cradle of Filth, Manic Street Preachers, Massive Attack,  Muse, Oasis,  Paradise Lost, Placebo, The Prodigy, Pulp, Supergrass, Stereophonics, Suede, Radiohead, Travis,  The Verve.
- 2000-е: Coldplay, Kasabian, Keane, Arctic Monkeys, The Kooks, Klaxons, The Libertines, Mogwai, Razorlight, Franz Ferdinand, Kaiser Chiefs, Джеймс Блант, Мика, Лили Аллен, Кейт Нэш, Эми Уайнхаус.

Произведения группы The Beatles проданы числом более миллиарда, они являются одними из самых продаваемых групп в истории музыки, оказавшими огромное влияние на развитие рок-музыки.
Также The Rolling Stones оказали влияние на рок-музыку в целом, вдохновив такие американские команды как Aerosmith, Guns 'N' Roses и других
Среди других известных представителей британской рок-музыки последних 50 лет можно выделить 
Queen,
Deep Purple,
Black Sabbath,

The Who,
Клиффа Ричарда, Bee Gees,
Элтона Джона,
Led Zeppelin,
Pink Floyd
— каждый из которых преодолел отметку в 200 миллионов проданных копий.
Кроме того, в Великобритании существует мощная региональная сцена экстремального метала. Такие группы, как Bolt Thrower, Paradise Lost, Benediction, Carcass, My Dying Bride, Anathema и другие, оказали большое влияние на мировую сцену дэт- и дум-метала. Такой жанр, как грайндкор, также впервые появился в Великобритании, его родоначальником стала группа Napalm Death из Бирмингема.

#### Британская поп-музыка
- Брит-поп
- Олдскул-джангл и джанглисты (90-е)